# Chlorophorus scriptus
Chlorophorus scriptus är en skalbaggsart som först beskrevs av Johan Wilhelm Dalman 1817.  Chlorophorus scriptus ingår i släktet Chlorophorus och familjen långhorningar.
Artens utbredningsområde är:
- Angola.
- Sierra Leone.

Inga underarter finns listade i Catalogue of Life.